# Peperomia ellsworthii
Peperomia ellsworthii är en pepparväxtart som beskrevs av Trel. & Yunck.. Peperomia ellsworthii ingår i släktet peperomior, och familjen pepparväxter. Inga underarter finns listade i Catalogue of Life.